# Shauna Sand

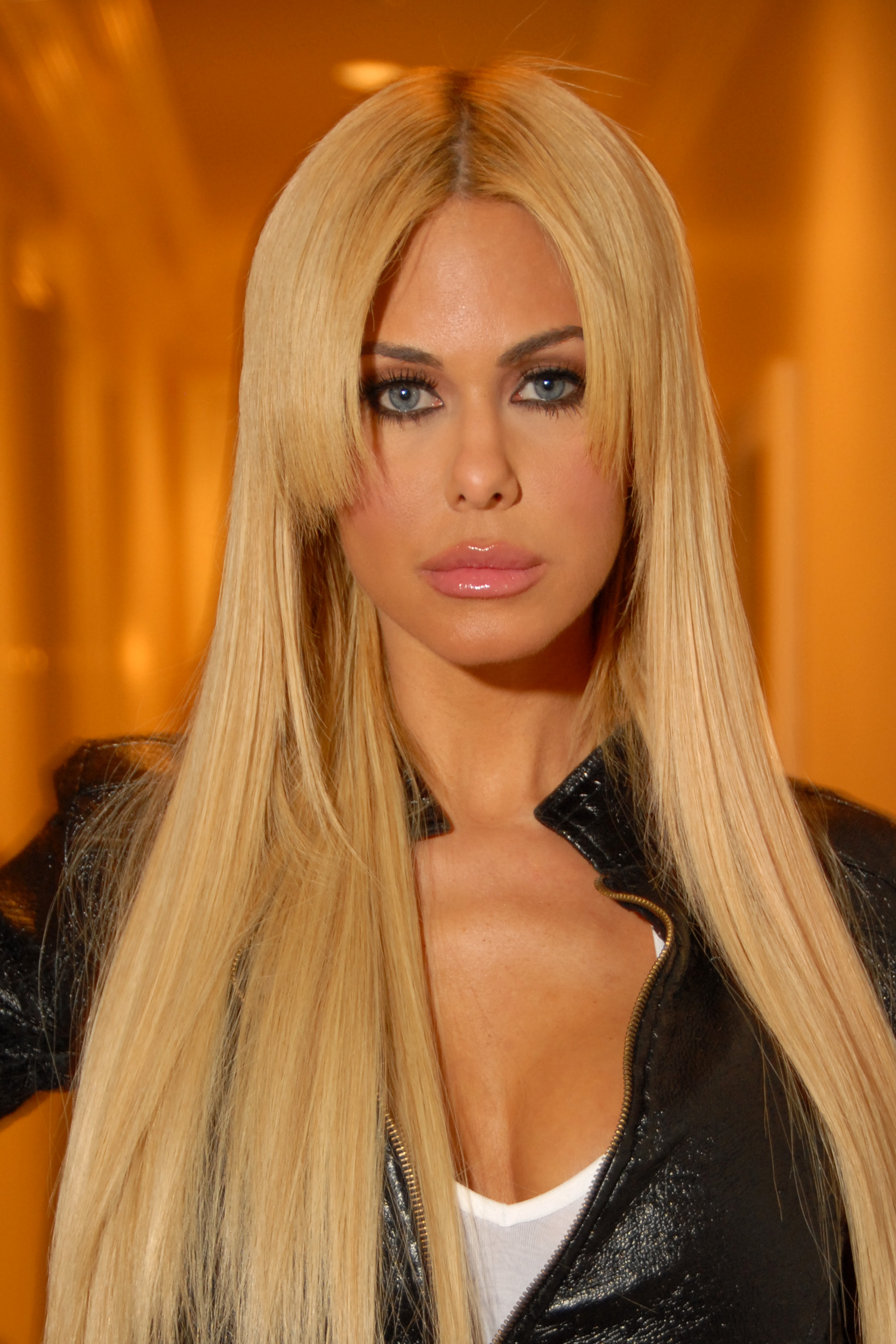
Shauna Sand, 2009

Shauna Sand (* 2. September 1971 in San Diego) ist eine US-amerikanische Schauspielerin, Model und Erotikdarstellerin.

## Leben und Karriere
Sand wurde in San Diego geboren. Sands begann schon in jungen Jahren mit klassischem Ballett,  Modeln und der Schauspielerei. Mit 18 Jahren ging sie nach Paris und studierte dort Betriebswirtschaftslehre an der Amerikanischen Universität.
Sand war dreimal verheiratet, darunter mit Lorenzo Lamas. Aus den Ehen gingen drei Kinder hervor.

## Filmografie
- 1995: Palm Beach-Duo (Fernsehserie) – Model auf dem Boot
- 1995–1997: Renegade – Gnadenlose Jagd (Fernsehserie)
- 1997: Black Dawn – Thumper (als Shauna Sand-Lamas)
- 1998: Die letzte Rechnung zahlt der Tod – Nurse (als Shauna Sand-Lamas)
- 1998: The Chosen One: Legend of the Raven (Video) – Emma
- 1998–1999: Air America (Fernsehserie) – Dominique
- 2001: Dark Realm (Fernsehserie) – Mercedes, (als Shauna Sand Lamas)
- 2002: Half & Half (Fernsehserie) – Tammi, 2002
- 2002: The Circuit 2: The Final Punch (Video) – Nurse (als Shauna Sand Lamas)
- 2003: Ghost Rock (als Shauna Sand-Lamas)
- 2003: Charmed – Zauberhafte Hexen (Fernsehserie) – Sienna
- 2004: The Deviants – Mrs. Jones
- 2004: Las Vegas (Fernsehserie) – Stripper
- 2005: Weezer: Beverly Hills (Video) – Shauna Sand
- 2007: Succubus: Hell-Bent (Video) – Jacuzzi Woman
- 2009: Leave It to Lamas (Fernsehserie)
- 2012: Hollywood Girls 2 (Fernsehserie)
- 2019: Stripperland (Video) – Shauna

## Auszeichnungen
- Playboy – Playmate Mai 1996[1]